# 不完全競爭
在經濟學理論中，不完全競爭（英語：Imperfect Competition）是指不滿足完全竞争條件的市场形式，這個術語最早由瓊·羅賓遜提出
。
不完全競爭市場，包括了
- 獨占（Monopoly），市場上只有一個供應者。
- 买方垄断（Monopsony），市場上只存在唯一個買方，但是有許多供應廠商。
- 寡頭壟斷（Oligopoly），市場上只有少數供應者。
  - 双头垄断（Duopoly），市場由兩個供應者控制。
- 垄断性竞争（Monopolistic competition），市場存在多數製造差異之商品的供應者，每個供應者有部份控制定價的能力，但又面臨競爭。

## 資料來源
1. ↑  Sullivan, Arthur; Steven M. Sheffrin. . Upper Saddle River, New Jersey 07458: Prentice Hall. 2003: 153  [2014-02-24]. ISBN 0-13-063085-3. （原始内容存档于2016-12-20）.

## 其他資料來源
- Massimiliano Vatiero (2009), "An Institutionalist Explanation of Market Dominances". World Competition. Law and Economics Review, 32(2):221-6.